# Parque nacional de Femundsmarka
El parque nacional de Femundsmarka  (en noruego: Femundsmarka  nasjonalpark) es un parque nacional en Noruega. El paisaje es en gran parte conformado por pantanos y lagos (que se encuentran adyacentes al segundo mayor lago natural de Noruega, el Femunden). Es un destino popular para practicar el canotaje y la pesca. 

## Descripción
El parque fue creado en 1971 para proteger el lago y los bosques que se extienden incluso hacia el este de Suecia. El bosque es escaso y se compone de pinos y abedules escarpados. Durante mucho tiempo, el parque fue una fuente de halcones para uso en el deporte europeo y asiático de la cetrería y de varios lugares en el parque se conocen como Falkfangerhøgda, o "cazadores de halcones de altura ". También hay pastoreo de renos salvajes en las alturas y, en verano, una manada de alrededor de 30 bueyes deambulan por la zona a lo largo de los ríos Roa y Mugga (en invierno migran a la zona de Funäsdalen). Este grupo se separó de un rebaño de más edad en el área Dovrefjell y emigró aquí.